# Вудхолл, Джордж
Джордж Ву́дхолл (англ. George Woodhall; 5 сентября 1863 — 29 сентября 1924) — английский футболист, нападающий. Выступал за футбольные клубы «Вест Бромвич Альбион», «Вулверхэмптон Уондерерс», «Берик Рейнджерс» и «Олдбери Таун», а также за национальную сборную Англии.

## Клубная карьера
Родился в Уэст-Бромидже (Стаффордшир), играл в футбол за местные клубы «Хейтли Хит», «Уэст-Бромидж Олл-Сейнтс» и «Черчфилд Форестерс». В мае 1883 года стал игроком клуба «Вест Бромвич Альбион». В августе подписал с клубом профессиональный контракт. В сезоне 1885/86 помог команде дойти до финала Кубка Англии, в котором «дрозды» уступили после переигровки клубу «Блэкберн Роверс». В следующем сезоне вновь помог команде выйти в финал турнира, где она вновь потерпела поражение, на этот раз от клуба «Астон Вилла».
В сезоне 1887/88 «Вест Бромвич Альбион» в третий раз вышел в финал Кубка Англии, и на этот раз одержал в нём победу, обыграв «Престон Норт Энд». Вудхолл забил победный гол в матче, который завершился со счётом 2:1 в пользу «Вест Бромвич Альбион».
В 1888 году была создана Футбольная лига Англии. 8 сентября 1888 года Вудхолл дебютировал в первом в истории розыгрыше турнира в матче первого тура против клуба «Сток» на стадионе «Виктория Граунд», отличившись в нём забитым мячом. Всего в сезоне 1888/89 он сыграл за «дроздов» 10 матчей и забив 3 гола в Футбольной лиге. Вудхолл выступал за «Вест Бромвич Альбион» до лета 1892 года, сыграв 44 матча и забив 10 голов в рамках Футбольной лиги.
В октябре 1892 года он перешёл в «Вулверхэмптон Уондерерс». В сезоне 1892/93 провёл за «волков» 18 матчей и забил 1 гол.
В дальнейшем выступал за клуб «Берик Рейнджерс» из бирмингемской лиги, а также за «Олдбери Таун», где и завершил карьеру в 1898 году.
Получил прозвище «Шустрый» (англ. Spry) благодаря своей динамичной игре на правом фланге атаки «Вест Бромвич Альбион». Хорошо комбинировал в атаке с Билли Бассетом.

## Карьера в сборной
4 февраля 1888 года дебютировал за национальную сборную Англии, выйдя на поле на позиции правого крайнего нападающего в матче Домашнего чемпионата против сборной Уэльса на стадионе «Нантуич Роуд» в Кру, который завершился победой англичан со счётом 5:1. 17 марта того же года провёл свой второй (и последний) матч за сборную Англии, сыграв на позиции правого крайнего нападающего против Шотландии на «Кэткин Парк» в Глазго. В той игре англичане разгромили «старого врага» со счётом 5:0 и гарантировали себе победу в Домашнем чемпионате Великобритании.

## Достижения
«Вест Бромвич Альбион»
- Обладатель Кубка Англии: 1888
- Финалист Кубка Англии: 1886, 1887

Сборная Англии
- Победитель Домашнего чемпионата Великобритании: 1888

## Вне футбола
После завершения футбольной карьеры управлял пабом. Умер в сентябре 1924 года в Уэст-Бромидже в возрасте 61 года.